# Stefan Sidoruk
Stefan Sidoruk (ukr. Stepan Sydoruk, Степан Сидорук, ur. 3 sierpnia 1919 w Stawkach, zm. 15 kwietnia 2012) – polski pisarz, poeta, twórca ludowy, działacz kulturalny, społeczny i samorządowy, malarz, korzenioplastyk, rolnik, pszczelarz, sadownik. Autor publikacji w języku polskim i ukraińskim.

## Życiorys
Pochodzi z rodziny chłopskiej mieszkającej w nadbużańskiej wsi Stawki koło Włodawy. Ukończył siedem klas Szkoły Powszechnej w Różance i zespół Przysposobienia Rolniczego oraz Korespondencyjny Kurs Rolniczy im. S. Staszica. W l. 1937–1939 działał w Związku Strzeleckim. Od roku 1936 działał w amatorskim teatrze przy ZMW, gdzie wystawiano m.in. Ulicznika Warszawskiego, Grube ryby M. Bałuckiego, Skąpca Moliera czy Ożenek M. Gogola.
W czasie II wojny światowej podjął pracę jako robotnik leśny, aby uniknąć przymusowej wywózki do Niemiec. Po wojnie odradzał życie kulturalne w swojej wsi, m.in. poprzez wznowienie amatorskiego teatru, który oprócz sztuk G. Zapolskiej, A. Fredry czy Czechowa wystawiał także widowiska religijno-obrzędowe według scenariuszy S. Sidoruka: Wesele różanieckie, Ballada wigilijna. Stefan Sidoruk był ponadto sołtysem, radnym gminnym, a także korespondentem Polskiego Towarzystwa Ludoznawczego i prowadził punkt biblioteczny.
Pisze od lat szkolnych, intensywnie od 1947 r.; w druku debiutował w 1972 roku w jednodniówce "Ziemia Chełmska".
Jest członkiem Stowarzyszenia Twórców Kultury Nadbużańskiej im. Janusza Kalinowskiego we Włodawie. 3 sierpnia 2009 r. obchodził swój benefis we włodawskim MDK-u.

## Twórczość
Większość utworów Stefana Sidoruka związana jest z życiem na wsi, opisem nadbużańskiej przyrody oraz wielokulturową historią jego "małej ojczyzny", jaką są Stawki i szeroko pojęte okolice Włodawy, gdzie pisarz spędził całe swoje życie. Wiele utworów Sidoruka ukazało się w prasie oraz w antologiach (Polska poetów. Almanach adresowy, oprac. Anna Karecka, Andrzej Szczepański, Tuchów: 1993; Prowadź nas w jasność. Antologia ludowej liryki religijnej, zebrał, oprac. i słowem wstępnym opatrzył Donat Niewiadomski, Lublin 1994). Część utworów S. Sidoruka (np. Wesele różanieckie) została napisana w miejscowej gwarze ukraińskiej. Jego utwory ukraińskojęzyczne pojawiały się w takich czasopismach jak "Kalendarz Ukraiński", "Nasz Hołos", "Nad Buhom i Narwoju", "Ukrainśkyj Almanach" oraz "Ukraiński Zaułek Literacki".
W dorobku pisarskim Sidoruka znalazły się liryki, opowiadania, opowieści, gawędy, anegdoty, podania, wspomnienia, sztuki sceniczne, felietony oraz teksty publicystyczne.

## Dzieła
- Nad Buhom (ukr. Над Бугом), Warszawa 1983 (edycja w języku ukraińskim).
- Pod skorzyną, pod jesionami, Lublin 1988.
- Nadbużańskie opowieści, Chełm 1998.
- Czas zmienia konie w biegu, Chełm 2003.
- Żurawli hnyzda steliat' nad Buhom (ukr. Журавлі гнизда стелять над Бугом), Lublin 2005.
- Gwiazdy nad strzechą, Lublin 2005.
- Oblicza Kresów, Lublin 2009.
- Słowiańska dusza, Wydawnictwo Radwan, 2011. (na prawach rękopisu)